# 変革のための同盟
変革のための同盟（へんかくのためのどうめい、スペイン語：Coalición por el Cambio）は、2009年12月に行なわれたチリ共和国大統領選挙を前に、中道右派政党を中心にして2009年5月に結成された政党連合である。

## 概要
右派・中道右派政党を主体とする政党連合である「チリのための同盟」（Alianza por Chile）にチリ第1党など新たな政治勢力が結集して結成された。12月の大統領選挙では、セバスティアン・ピニェラ（国民革新党）を大統領候補として擁立し、相手の候補のエドゥアルド・フレイ・ルイスタグレ（コンセルタシオン・デモクラシア）を抑えて一位となり、翌2010年1月の決選投票で当選を果たした。ピニェラが大統領に当選したことで、1990年の民政復帰以来20年間、政権の座にあった中道左派・中道の政党連合「コンセルタシオン」が初めて野党に転じ、右派・中道右派勢力が政権与党となった。

## 「変革のための同盟」参加政党
- 国民革新党（Renovación Nacional RN）
- 独立民主連合（Unión Demócrata Independiente UDI）
- チリ第一党（Chile Primero CP）
- キリスト教人間主義党（Humanismo Cristiano HC）
- 大北部（Norte Grande NG）